# Église Saint-Jean de Montgomery
L'église Saint-Jean est une église anglicane située à Montgomery, dans l'État de l'Alabama aux États-Unis. Conçue par les architectes Frank Wills et Henry C. Dudley, l'église a été inscrite au Registre national des lieux historiques le 24 février 1975.

## Historique
La paroisse Saint-Jean a été fondée en 1834 et, en 1837, les paroissiens s'étaient installés dans un modeste édifice de briques au coin des rues Perry et Jefferson. Après un peu plus d'une décennie, l'église dû se développer après le déplacement de la capitale de l'État à Montgomery et l'augmentation de la production de coton augmentant la population de la région. Le bâtiment actuel a été achevé en 1855, dans le même pâté de maisons que l'ancien, mais en face de Madison Street.
L'église épiscopale Saint-Jean a été impliquée dans plusieurs événements historiques à l'époque de la guerre de sécession. Elle a accueilli la Convention sécessionnistes des églises du Sud en 1861, qui avait contribué à alimenter le mouvement de sécession du Sud. Elle était également le lieu où le président confédéré, Jefferson Davis, assistait aux offices lorsque Montgomery était la capitale des États confédérés d'Amérique. L'église fut forcée de fermer ses portes en 1865 sur ordre de l'Union Army et elle ne rouvrit qu'en 1866.
L'ancien bâtiment des années 1830 a été démoli en 1869 et ses briques ont été utilisées pour construire un ajout à la structure principale. Le bâtiment a de nouveau été agrandi en 1906. L'église a accueilli de nombreuses recrues de l'armée venant de « Camp Sheridan » pendant la Première Guerre mondiale, jusqu'à ce que la pandémie de grippe espagnole de 1918 oblige l'église à fermer temporairement ses portes.
Edgar Gardner Murphy, recteur de l'église entre 1898 et 1901, a joué un rôle de premier plan dans l’organisation de l’Alabama, puis du Comité national du travail des enfants, qui ont milité pour que des limites strictes soient instaurées concernant le travail des enfants les usines. En 1901, il quitte l'église pour prendre la direction du Southern Education Board, un organisme voué à l'amélioration de l'éducation - en particulier de l'éducation publique - dans la région.
En mai 1925, une plaque de bronze en l'honneur du président Jefferson Davis a été inaugurée. John Trotwood Moore, bibliothécaire et archiviste de l'État du Tennessee, défenseur connu du Ku Klux Klan, du lynchage et de la ségrégation, a été invité à prononcer un discours. En 2019, après des recherches plus approfondies sur le contexte politique et les motivations entourant l'inauguration de la plaque (et plus tard sur un banc dédié à Jefferson Davis en 1931), le conseil paroissial de l'église vota en faveur du retrait de la plaque et du banc pour les transférer aux archives paroissiales,.
L'église a été rénovée dans les années 1950 et à nouveau en 2006.